# 今井麗
今井 麗（いまい うらら、1982年- ）は日本の画家。

## 来歴
1982年、神奈川県に生まれる。
生まれつきの難聴をもち、2歳から6歳まで日本聾話学校に通う。父である油絵画家の今井信吾が、聾話学校に通う娘のために描いた日々の記録は、のちに『宿題の絵日記帳』（リトルモア　2017年）として出版された
。
小学校からは一般校に通い、小学校1年生のころから絵を描き始める。油絵画家だった父の影響で、最初から油絵具を使用している。初めて画家になりたいと思ったのは中学生のころ 。
2004年に多摩美術大学美術学部絵画学科油画専攻を卒業。2006年から本格的に画家として活動を始める。2009年多摩美術大学大学院美術研究科博士課程を満期退学。2012年にシェル美術賞本江邦夫審査員奨励賞を「ヒマラヤロックソルト」で受賞。2016年、植本一子のエッセイ『かなわない』の装画を担当し、バタートーストの絵が広く知られるきっかけとなる。2017年、虎屋のやわらか羊羹「ゆるるか」のリーフレットに作品が掲載される。2018年、初の画集『gathering』を刊行。

## 家族
父は油絵画家の今井信吾。夫は画家の西村有。3人の子がいる。

## 受賞歴
2012年 - シェル美術賞　本江邦夫審査員奨励賞

## 展覧会
- 2017年11月7日-11月23日 - 今井信吾・今井麗「『宿題の絵日記帳』とその後」展 - Title2階ギャラリー[5]
- 2019年3月3日-3月31日 - 「LOVERS」 - xyz collective（東京）[4][11]
- 2020年1月11日-3月22日 - 「project N78 今井麗」 - 東京オペラシティ アートギャラリー（東京）[4][12]
- 2020年2月-3月 - 「MARCH」 - OIL by 美術手帖（東京）[4]
- 2020年4月20日-5月16日 - 「LOVERS」 - Union Pacific（ロンドン）[4][13]
- 2020年6月 - 「REVELATION」 - nidi gallery（東京）[4][2]
- 2020年10月7日-10月19日 - 「AMAZING」 - 新宿高島屋美術画廊（東京）[4]
- 2021年2月6日-4月3日 - 「AMAZING」 - Nonaka-Hill（ロサンゼルス）[4][14]
- 2021年6月25日-7月18日 - 「MELODY」 - パルコミュージアムトーキョー（東京）[4]

## 作品
静物画に興味を持ち、食卓や果物、ぬいぐるみなど、室内にある身近なモチーフを描く。油彩以外では絵が描けないと公言している。

### 装画
- 2011年　角田光代『曾根崎心中』リトルモア　ISBN 978-4-89815-326-0[5] - 装丁家の鈴木成一から依頼を受け、徳兵衛とお初を描いた[15]。
- 2016年　植本一子『かなわない』タバブックス ISBN 978-4-907053-12-3[1][5]
- 2016年　椰月美智子『明日の食卓』KADOKAWA　ISBN 978-4-04-104104-8[5][8] - 装画のタイトルは「SUMMIT」[16]
- 2017年　鴻上尚史『ジュリエットのいない夜』集英社　ISBN　978-4-08-771108-0[5]
- 2019年　『暮しの手帖』2019年8-9月号 表紙[8]

### 作品集
- 2018年『gathering』baci　ISBN　978-4-9908859-2-2
- 2021年『MELODY』PARCO出版　ISBN　978-4-86506-357-8

## 関連書籍
- 『宿題の絵日記帳』今井信吾 リトルモア　2017年　ISBN　978-4-89815-460-1